# Johnny Wilson (Eishockeyspieler)
John Edward „Johnny“ Wilson (* 14. Juni 1929 in Kincardine, Ontario; † 27. Dezember 2011 in Livonia, Michigan, USA) war ein kanadischer Eishockeyspieler und -trainer, der im Verlauf seiner aktiven Karriere zwischen 1947 und 1962 unter anderem 754 Spiele für die Detroit Red Wings, Chicago Black Hawks, Toronto Maple Leafs und New York Rangers in der National Hockey League auf der Position des linken Flügelstürmers bestritten hat. Seine größten Erfolge feierte Wilson dabei in Diensten der Detroit Red Wings, mit denen er zwischen 1950 und 1955 insgesamt vier Stanley-Cup-Siege feierte. Nach seinem Karriereende war er lange Zeit als Trainer tätig und betreute Franchises aus der National Hockey League und World Hockey Association, darunter die Los Angeles Kings, Detroit Red Wings, Colorado Rockies und Pittsburgh Penguins.

## Karriere

### Spielerkarriere
Wilson verbrachte die Anfänge seiner Karriere gemeinsam mit seinem ein Jahr jüngeren Bruder Larry Wilson im Franchise der Windsor Hettche Spitfires, für die sie zwischen 1947 und 1949 sowohl im Juniorenbereich der Ontario Hockey Association als auch in der International Hockey League aktiv waren. Vermehrt lief Johnny Wilson aber für die Spitfires in der OHA auf. Erst zum Ende der Saison 1949/50 waren beide ein wichtiger Bestandteil des IHL-Kaders und Johnny Wilson hatte als Topscorer mit 23 Punkten in 13 Playoffspielen maßgeblichen Anteil am Gewinn des Turner Cups. Ebenso waren seine 16 Treffer ein Bestwert dieser Playoffs, während sein Bruder und Teamkollege mit 21 Punkten auf dem zweiten Platz der Punktewertung folgte. Nach dem Erfolg verließen beide die Spitfires und wechselten in die United States Hockey League zu den Omaha Knights, wo sie die Spielzeit 1949/50 verbrachten. Beide debütierten zum Ende der Saison im Kader der Detroit Red Wings in der National Hockey League, mit denen sie am Ende der Stanley-Cup-Playoffs 1950 den Stanley Cup gewannen.
Anschließend wechselte das Brüderpaar gemeinsam in die American Hockey League zu den Indianapolis Capitals, die in einer Kooperationsvereinbarung mit den Detroit Red Wings standen. Die Wilsons liefen im Verlauf der beiden Spielzeiten bis zum Sommer 1952 zwar zu größten Teilen für die Capitals in der AHL auf, erhielten aber auch immer wieder Einsatzzeiten bei den Red Wings in der NHL. Mit Beginn der Saison 1952/53 begannen sich die Wege der beiden Stürmer zu trennen. Während sich Johnny Wilson schon zum Ende der Vorsaison in der NHL zu etablieren begann, einen weiteren Stanley-Cup-Sieg feierte und ab dieser Spielzeit fest zu Detroit Aufgebot gehörte, blieben Larry Wilsons Einsatzzeiten begrenzt und spielte hauptsächlich für die Edmonton Flyers in der Western Hockey League. Johnny Wilson wurde für die folgenden drei Spieljahre bis zum Sommer 1955 eine feste Größe im Kader der Red Wings. In den Jahren 1954 und 1955 folgten die Stanley-Cup-Erfolge drei und vier. Zudem nahm er in der Folge des dritten Cup-Gewinns erstmals am NHL All-Star Game teil.
Nach einer erfolgreichen halben Dekade in der „Motor City“ wurde der Angreifer im Mai 1955 in einem acht Spieler umfassenden Transfergeschäft an die Chicago Black Hawks abgegeben. Während mit ihm Tony Leswick, Glen Skov und Benny Woit nach Chicago wechselten, erhielten die Red Wings im Gegenzug Dave Creighton, Bucky Hollingworth, John McCormack und Jerry Toppazzini. Bei den Black Hawks wurde Wilson eine leicht offensivere Rolle zugedacht, in der er vor allem in seiner zweiten Saison in der „Windy City“ aufblühte. Neben seiner besten NHL-Saison bis dato und überhaupt mit 48 Scorerpunkten wurde er zudem zu seinem zweiten NHL All-Star Game eingeladen, nachdem er zwei Jahre zuvor noch als Mitglied des siegreichen Teams der Stanley-Cup-Playoffs an diesem Spiel teilgenommen hatte.
Aufgrund der positiven Entwicklung des Kanadiers entschieden sich die Detroit Red Wings im Juli 1957 zu einer Rückholaktion. In einem diesmal sechs Spieler umfassenden Tauschgeschäft kehrte Wilson nach Detroit zurück. Ebenso wechselten Forbes Kennedy, Bill Preston und Hank Bassen nach Detroit. Chicago erhielt im Gegenzug Ted Lindsay und Glenn Hall. Bei den Red Wings verbrachte Wilson weitere zwei Jahre in der NHL, ohne aber groß auf sich aufmerksam zu machen. Des Weiteren waren die Detroit Red Wings nicht mehr so erfolgreich wie noch zu Beginn des Jahrzehnts. Somit erfolgte nach nicht einmal zwei Jahren im Juni 1959 ein weiterer Wechsel, der den Offensivspieler in sein Heimatland zu den Toronto Maple Leafs führte. Während Francis Roggeveen mit ihm nach Toronto wechselte, zog es Barry Cullen als Kompensation nach Detroit. Jedoch fand Wilson auch bei den Maple Leafs keine sportliche Heimat, da er bereits im November des darauf folgenden Jahres mit Pat Hannigan an die New York Rangers abgegeben wurde. Dafür wechselte Eddie Shack nach Toronto.
Bei den New York Rangers beendete Wilson die Saison 1960/61 und spielte auch im folgenden Jahr für das Team, ehe er seine aktive Karriere im Sommer 1962 nach über 700 NHL-Spielen und vier Stanley-Cup-Siegen im Alter von 33 Jahren für beendet erklärte. Im Verlauf seiner aktiven Karriere absolvierte Wilson dabei zwischen 1952 und 1961 eine Serie von insgesamt 580 aufeinander folgenden Spielen über einen Zeitraum von zehn Spielzeiten in der NHL. Damit stellte er zur damaligen Zeit einen Ligarekord auf, der im Verlauf der Spielzeit 1962/63 von Andy Hebenton, der letztlich 630 aufeinander folgende Partien bestritt, gebrochen wurde.

### Trainerkarriere
Nach seinem Karriereende im Sommer 1962 zog sich Wilson zunächst für drei Jahre zurück, ehe er zur Saison 1965/66 den Posten des Cheftrainers an der Princeton University annahm. Dort betreute er die Universitätsmannschaft für zwei Spielzeiten in der ECAC Hockey, einer Division im Spielbetrieb der National Collegiate Athletic Association. Wilson betreute das Team für insgesamt 42 Spiele und gewann davon 14. Anschließend erhielt er ein Angebot aus dem Profibereich und wechselte zur Saison 1967/68 hinter die Bande bei den Springfield Kings aus der American Hockey League.
Die Springfield Kings fungierten als Farmteam der Los Angeles Kings aus der National Hockey League. Insgesamt war der Kanadier über einen Zeitraum von vier Spielzeiten für das Franchise tätig. Zunächst betreute er für zweieinhalb Jahre die Kings in der AHL. Im Verlauf der Spielzeit 1969/70 wurde er dann für ein dreiviertel Jahr zum Cheftrainer der Los Angeles Kings befördert, die sich bereits früh in der Saison von ihrem bisherigen Cheftrainer Hal Laycoe getrennt hatten. Nach 52 Spielen, von denen er lediglich neun gewinnen konnte und 27 von möglichen 104 Punkten holte, endete Wilsons Amtszeit und er kehrte in die AHL zu den Springfield Kings zurück. diese führte er in der Saison 1969/70 zum Gewinn des Calder Cups, nachdem er in der Finalserie die von seinem Bruder Larry trainierten Providence Reds geschlagen hatte.
Mit dem Gewinn des Calder Cups wurde sein Ex-Team Detroit Red Wings auf Wilson aufmerksam und so verpflichteten sie ihn zur Saison 1971/72 zunächst als Trainer ihres Farmteams Tidewater Wings aus der AHL. Als sich das Management nach elf Spielen von seinem Trainer trennte, wurde Wilson Nachfolger von Doug Barkley bei den Detroit Red Wings. Er arbeitete insgesamt zwei Spielzeiten hauptverantwortlich hinter der Bande der Red Wings, konnte sich in beiden Jahren aber nicht für die Playoffs qualifizieren. Nach seiner Entlassung arbeitete er ein Jahr im Franchise der Atlanta Flames, wo er als Assistent des General Managers Cliff Fletcher fungierte. Zur Saison 1974/75 kehrte Wilson wieder ins Trainergeschäft zurück. Er wechselte in die mit der NHL konkurrierende World Hockey Association, wo er als Trainer der Michigan Stags angestellt wurde. Diese Station endete nach einer turbulenten Spielzeit, in der das Team umzog und als Baltimore Blades umzog und er wechselte innerhalb der Liga zu den Cleveland Crusaders. Dort erreichte er mit dem Team die Playoff-Vorrunde.
Zur Spielzeit 1976/77 kehrte der Kanadier in die NHL zurück und wurde zum ersten Trainer der Colorado Rockies ernannt. Nach einer erfolglosen Saison endete bereits die vierte Station in Folge nach nur einer Saison. Dennoch verpflichteten ihn vor dem Spieljahr 1977/78 die Pittsburgh Penguins, bei denen er insgesamt drei Jahre lang tätig war und zweimal die Qualifikation für die Playoffs erreichte, jedoch beide Male in der ersten Runde scheiterte. Zur Saison 1980/81 kehrte er zu seinem Ex-Team aus Springfield in die AHL zurück, das inzwischen unter dem Namen Springfield Indians firmierte. Im Sommer 1981 zog sich der damals 52-Jährige komplett aus dem Eishockeysport zurück.
Wilson verstarb im Dezember 2011 im Alter von 82 Jahren in Livonia im US-Bundesstaat Michigan an den Folgen einer Lungenfibrose. Bereits in den Vorjahren hatte Wilson an einer Lungenkrankheit und Darmkrebs gelitten.

## Erfolge und Auszeichnungen
| - 1949 Turner-Cup-Gewinn mit den Windsor Hettche Spitfires - 1950 USHL Second All-Star Team - 1950 Stanley-Cup-Gewinn mit den Detroit Red Wings - 1952 Stanley-Cup-Gewinn mit den Detroit Red Wings - 1954 Stanley-Cup-Gewinn mit den Detroit Red Wings | - 1954 Teilnahme am NHL All-Star Game - 1955 Stanley-Cup-Gewinn mit den Detroit Red Wings - 1956 Teilnahme am NHL All-Star Game - 1971 Calder-Cup-Gewinn mit den Springfield Kings (als Cheftrainer) |

## Karrierestatistik

### Spielerstatistik
(Legende zur Spielerstatistik: Sp oder GP = absolvierte Spiele; T oder G = erzielte Tore; V oder A = erzielte Assists; Pkt oder Pts = erzielte Scorerpunkte; SM oder PIM = erhaltene Strafminuten; +/− = Plus/Minus-Bilanz; PP = erzielte Überzahltore; SH = erzielte Unterzahltore; GW = erzielte Siegtore; 1 Play-downs/Relegation; Kursiv: Statistik nicht vollständig)

### NHL- und WHA-Trainerstatistik
(Legende zur Trainerstatistik: Sp oder GC = Spiele insgesamt; W oder S = erzielte Siege; L oder N = erzielte Niederlagen; T oder U = erzielte Unentschieden; OTL oder OTN = erzielte Niederlagen nach Overtime oder Shootout; Pts oder Pkt = erzielte Punkte; Pts% oder Pkt% = Punktquote; Win% = Siegquote; Resultat = erreichte Runde in den Play-offs)

## Familie
Wilsons jüngerer Bruder Larry schaffte sowohl als Spieler als auch Trainer ebenfalls den Sprung in die National Hockey League. Als Spieler absolvierte er zwischen 1950 und 1956 insgesamt 156 Spiele für die Detroit Red Wings, mit denen er im Jahr 1950 den Stanley Cup gewann, und Chicago Black Hawks. Hauptsächlich war er jedoch in der International Hockey League und American Hockey League aktiv, wobei er im Jahr 2011 posthum in letztere Hall of Fame aufgenommen wurde. Als Trainer betreute er – wie sein Bruder – die Detroit Red Wings in der NHL.
Johnny Wilsons Neffen – die drei Söhne Ron, Brad und Randall seines Bruders Larry – schafften ebenso alle den Sprung in den Profibereich. Während die Karrieren von Brad und Randall nur von kurzer Dauer waren, bewahrte Ron das Vermächtnis der Wilson-Familie in der NHL. Insbesondere als Trainer machte sich der ehemalige Verteidiger einen Namen und gehörte mit fast 1.500 Spielen und annähernd 700 Siegen zu den erfolgreichsten überhaupt.